# Jadrin
Jadrin – miasto w Rosji, w Czuwaszji, 86 km na południowy zachód od Czeboksar. W 2009 liczyło 9 767 mieszkańców.